# Gerhard Anschütz

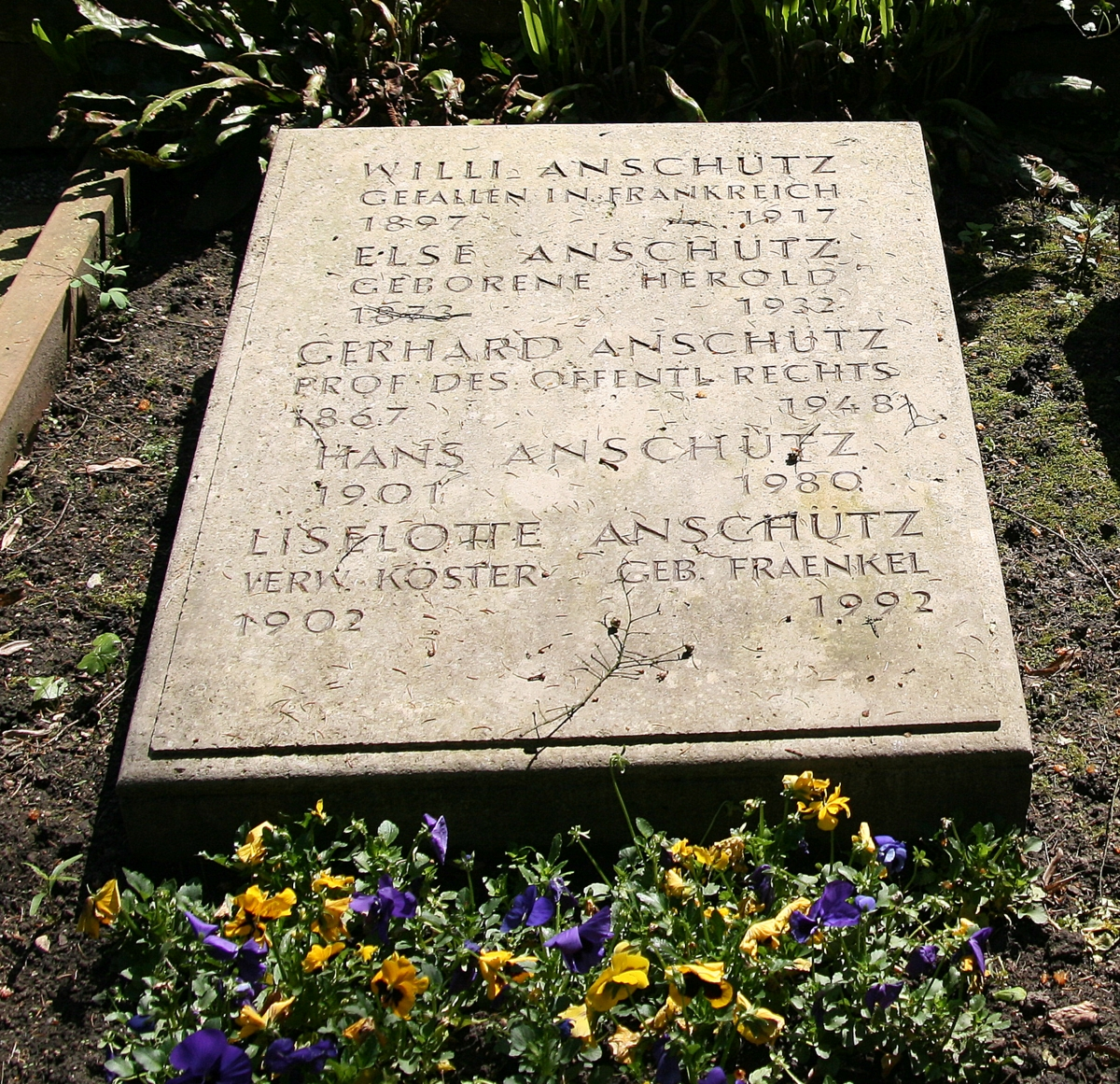
Sírja Heidelbergben

Gerhard Anschütz (Halle an der Saale, 1867. január 10. - Heidelberg, 1948. április 14.) német alkotmányjogász

## Élete
Komoly szerepe volt a Weimari Alkotmány kidolgozásában, jogi tanári munkássága is jelentős. Fő műve a Richard Thomával közösen írt Handbuch des deutschen Staatsrechts. A Weimari Alkotmányhoz írott magyarázatai a Weimari Köztársaság idején tizennégy kiadást értek meg. A jogi pozitivizmus híve volt, alkotmányjogot tanított Tübingenben (1899 után), Heidelbergben (1900), Berlinben (1908) majd ismét Heidelbergben (1916). Az első világháború alatt is meggyőződéses demokrata volt. 1933-ban, a nemzetiszocialista hatalomátvétel után lemondott tanári posztjáról. A második világháború után az Amerikai Egyesült Államok katonai kormánya tanácsadója volt, e minőségében a német Hessen tartomány alkotmányának egyik atyja volt.

## Válogatott munkái
- Georg Meyer: Lehrbuch des Deutschen Staatsrechts, bearbeitet von Gerhard Anschütz, 6. kiadás, Lipcse, 1905
- Gerhard Anschütz: Rezension von Hugo Preuß: Das deutsche Volk und die Politik, megjelent: Preußische Jahrbücher, S. 164, 1916
- Gerhard Anschütz és Richard Thoma (szerk.): Handbuch des deutschen Staatsrechts, 2 kötet, Tübingen, 1932.
- Gerhard Anschütz: Die Verfassung des Deutschen Reiches vom 11. August 1919. Ein Kommentar für Wissenschaft und Praxis, 14. kiadás., Berlin, 1933
- Gerhard Anschütz: Aus meinen Leben. Erinnerungen von Gerhard Anschütz, herausgegeben und eingeleitet von Walter Pauly, Frankfurt/Main, 1993

## Fordítás
- Ez a szócikk részben vagy egészben  a   Gerhard Anschütz című angol Wikipédia-szócikk ezen változatának fordításán alapul.  Az eredeti cikk szerkesztőit annak laptörténete sorolja fel. Ez a jelzés csupán a megfogalmazás eredetét és a szerzői jogokat jelzi, nem szolgál a cikkben szereplő információk forrásmegjelöléseként.